# Frederique Darragon
Frederique (Martine) Darragon (± 1950) is een Frans kunstschilder, fotograaf en onderzoeker van de Himalaya en de landelijke gebieden in de Tibetaanse Autonome Regio en Sichuan in China. Ze is medeoprichtster van het Unicorn Heritage Institute van de Universiteit van Sichuan en professor aan het Architectuurinsituut van de Jiaotong Zuidwestelijke Universiteit voor Nationaliteiten.

## Biografie
Darragon studeerde af in Internationale economie en reisde en woonde daarna in verschillende landen. Ze sportte intensief als polojockey en als zeilster deed ze mee aan verschillende Atlantische zeilraces. Darragon is verder bekend om de foto's die ze maakte tijdens haar reizen en onderzoek en is schilders in figuratieve kunst.
In 1998 trok ze naar Tibet om sneeuwpanters te onderzoeken en op aanraden van bevriend met tibetoloog Michel Peissel onderzocht ze stenen bouwwerken van soms 60 meter hoog die ze aantrof in Qiangtang, rGyalrong, Miniak en Kongpo. Het onderzoek naar de Himalaya-torens documenteerde voor Discovery Channel in 2003 en publiceerde ze in boekvorm in 2005 in The Secret Towers of the Himalayas. Koolstofmetingen dateren de torens van 600 tot 1100 jaar, waarbij ze de torens aardbevingen zouden hebben doorstaan vanwege stervorm, een techniek die begin 21e eeuw ook nog in China wordt aangetroffen.